# Az Oregoni Egyetem nevezetes oktatóinak és edzőinek listája
Az alábbi listán az Oregoni Egyetem rektorai, valamint nevezetes oktatói és edzői szerepelnek.

## Rektorok
- John Wesley Johnson latin és görög nyelvi oktató (1876–1893)[1]
- John Straub (1893, ideiglenesen)[1]
- Charles Hiram Chapman (1893–1899)[1]
- Frank Strong (1899–1902)[1]
- Prince Lucien Campbell (1902–1925)[1]
- Arnold Bennett Hall (1926–1935)[2]
- Clarence Valentine Boyer (1934–1938)[1]
- Donald M. Erb, az Erb diákszövetségi épület névadója (1938–1943)[2]
- Orlando John Hollis (1944–1945, ideiglenesen)[1]
- Harry K. Newburn (1945–1953)[1]
- Victor Pierpont Morris (1953–1954, ideiglenesen)[1]
- O. Meredith Wilson (1954–1960)[1]
- William C. Jones (1960–1961, ideiglenesen)[1]
- Arthur Flemming, az Eisenhower-kormány oktatási minisztere (1961–1968)[1]
- Charles Ellicott Johnson (1968–1969, ideiglenesen)[1]
- N. Ray Hawk (1969, ideiglenesen)[1]
- Robert D. Clark (1969–1975)[1]
- William Beaty Boyd (1975–1980)[1]
- Paul Olum (1980–1989)[1]
- Myles Brand (1989–1994)[1]
- David B. Frohnmayer, jogi oktató (1994–2009)[1]
- Richard W. Lariviere (2009–2011)[1]
- Robert M. Berdahl (2011–2012, ideiglenesen)[1]
- Michael R. Gottfredson (2012–2014)[1]
- Scott Coltrane (2014–2015, ideiglenesen)[1]
- Michael Schill (2015–2022)[1]
- Patrick Phillips (2022–2023, ideiglenesen)[1]
- Jamie Moffitt (2023, ideiglenesen)[1]
- John Karl Scholz (2023–)[3]

## Oktatók

### Bölcsészet- és társadalomtudományok
- A. Aneesh, szociológus[4]
- Alex Tizon, Pulitzer-díjas újságíró[5]
- Alice Henson Ernst, forgatókönyvíró[6]
- Barbara Corrado Pope, regényíró[7]
- Dennis Jenkins, régész[8]
- Edward Diller, Fulbright-ösztöndíjas nyelv- és irodalomoktató[9]
- Henry Alley, író[10]
- Homer Barnett, antropológus[11]
- Jon Franklin, Pulitzer-díjas író[12]
- Jon Erlandson, antropológus[13]
- Judith R. Baskin, valláskutató[14]
- Lois Youngen, testnevelés-oktató, baseballjátékos[15]
- Luther Cressman, antropológus[16]
- Mark Johnson, nyelvész[17]
- Mark Thoma, gazdasági oktató[18]
- Robert M. Berdahl, az Amerikai Egyetemek Szövetségének igazgatója[1]
- Steadman Upham, régészetoktató[19]
- Thomas Givon, nyelvész[20]
- Thomas Milton Gatch, történelemoktató[21]

### Építészet
- Arthur Erickson, építész[22]
- Ellis F. Lawrence, a Knight Könyvtár építésze[23]
- LaVerne Krause, a nyomdászképzés alapítója[24]
- Robert Murase, tájépítész[25]

### Jog
- Arno H. Denecke, az Oregoni Legfelsőbb Bíróság főbírája[26]
- Charles Ogletree, jogtudós[27]
- David B. Frohnmayer, rektor, az Oregoni Legfelsőbb Bíróság főbírája[1]
- David Schuman, az Oregoni Fellebbviteli Bíróság bírója[28]
- Kenneth J. O’Connell, az Oregoni Legfelsőbb Bíróság főbírája[29]
- Mary Christina Wood, a környezetjogi képzés felelős oktatója[30]
- Wayne Morse, szenátor[31]
- Wilma Mankiller, a Cseroki Nemzet első női elnöke[32]

### Kommunikáció és újságírás
- Jomg Juho, kommunikációkutató[33]

### Tánc és zene
- David Crumb, zeneszerző[34]
- Robert Kyr, zeneszerző[35]

### Természettudományok
- Aaron Novick, biológus, a Manhattan terv résztvevője[36]
- Brian Matthews, fizikus[36]
- Carlos Bustamante, biológus[37]
- David J. Wineland, Nobel-díjas fizikus[38]
- Davison Soper, fizikus[39]
- Eugene M. Luks, gráfkutató[40]
- Franklin Stahl, biológus[41]
- Geraldine L. Richmond, vegyész[42]
- Gregory Retallack, geológus[43]
- George Streisinger, biológus[44]
- Helen Neville, idegtudós[45]
- Ira Herskowitz, genetikus[36]
- Ivan M. Niven, matematikus[46]
- James E. Brau, fizikus[47]
- Jon Driver, idegtudós[48]
- Joseph Thornton, biológus[49]
- Katharine Cashman, vulkanológus[50]
- Leona E. Tyler, pszichológus[51]
- Marie A. Vitulli, matematikus[52]
- Michael Posner, idegtudós[53]
- Patrick G. Carrick, lézerkutató[54]
- Paul Slovic, döntéskutató[55]
- Ramesh Jasti, vegyész[56]
- Ray Hyman, pszichológus, a modern szkeptikus mozgalom egyik alapítója[57]
- Roger J. Williams, vegyész[58]
- Russell J. Donnelly, fizikus[59]
- Sarah Ann Douglas, az ember-számítógép kapcsolatok kutatója[60]
- Stephanie A. Majewski, fizikus[61]
- Stephen Hsu, pszichológus[62]
- Thomas Condon, geológus[63]
- William H. Starbuck, a kollektív viselkedés kutatója[64]

### Üzleti élet
- Michael Crooke, a haditengerészet különleges erőinek tagja, a Patagonia vezérigazgatója[65]

## Edzők
- Bill Bowerman, atlétikaedző[66]
- Bill Dellinger, atlétikaedző[67]
- Bill Hayward, atlétikaedző[68]
- Chip Kelly, labdarúgóedző[69]
- Dana Altman, kosárlabdaedző[70]
- Dick Harter, kosárlabdaedző[71]
- Dirk Koetter, labdarúgó-támadóedző[72]
- Ernie Kent, kosárlabdaedző[73]
- Gary Crowton, labdarúgó-támadóedző[74]
- George Horton, baseballedző[75]
- George Seifert, labdarúgóedző[76]
- Harry Marra, atlétikaedző-helyettes[77]
- Howard Hobson, kosárlabdaedző[78]
- Jeff Tedford, labdarúgó-támadóedző[79]
- Mike Bellotti, labdarúgóedző, az ESPN elemzője[80]
- Rich Brooks, labdarúgóedző[81]
- Vin Lananna, atlétikaedző[82]

## Fordítás
- Ez a szócikk részben vagy egészben  a   List of University of Oregon faculty and staff című angol Wikipédia-szócikk ezen változatának fordításán alapul.  Az eredeti cikk szerkesztőit annak laptörténete sorolja fel. Ez a jelzés csupán a megfogalmazás eredetét és a szerzői jogokat jelzi, nem szolgál a cikkben szereplő információk forrásmegjelöléseként.